# جائزة نقابة ممثلي الشاشة
جائزة نقابة ممثلي الشاشة (بالإنجليزية: Screen Actors Guild Award)‏ هي جائزة رئيسية سنوية في هوليود تُمنح من قِبل نقابة ممثلي الشاشة, بدأت الجائزة في 25 فبراير 1995، وتتكون حالياً من 120 ألف عضو.

## مراسم توزيع الجوائز
- 1995: جوائز نقابة ممثلي الشاشة الأول، لأعمال سنة 1994
- 1996: جوائز نقابة ممثلي الشاشة الثاني، لأعمال سنة 1995
- 1997: جوائز نقابة ممثلي الشاشة الثالث، لأعمال سنة 1996
- 1998: جوائز نقابة ممثلي الشاشة الرابع، لأعمال سنة 1997
- 1999: جوائز نقابة ممثلي الشاشة الخامس، لأعمال سنة 1998
- 2000: جوائز نقابة ممثلي الشاشة السادس، لأعمال سنة 1999
- 2001: جوائز نقابة ممثلي الشاشة السابع، لأعمال سنة 2000
- 2002: جوائز نقابة ممثلي الشاشة الثامن، لأعمال سنة 2001
- 2003: جوائز نقابة ممثلي الشاشة التاسع، لأعمال سنة 2002
- 2004: جوائز نقابة ممثلي الشاشة العاشر، لأعمال سنة 2003
- 2005: جوائز نقابة ممثلي الشاشة الحادي عشر، لأعمال سنة 2004
- 2006: جوائز نقابة ممثلي الشاشة الثاني عشر، لأعمال سنة 2005
- 2007: جوائز نقابة ممثلي الشاشة الثالث عشر، لأعمال سنة 2006
- 2008: جوائز نقابة ممثلي الشاشة الرابع عشر، لأعمال سنة 2007
- 2009: جوائز نقابة ممثلي الشاشة الخامس عشر، لأعمال سنة 2008
- 2010: جوائز نقابة ممثلي الشاشة السادس عشر، لأعمال سنة 2009
- 2011: جوائز نقابة ممثلي الشاشة السابع عشر، لأعمال سنة 2010
- 2012: جوائز نقابة ممثلي الشاشة الثامن عشر، لأعمال سنة 2011
- 2013: جوائز نقابة ممثلي الشاشة التاسع عشر، لأعمال سنة 2012
- 2014: جوائز نقابة ممثلي الشاشة العشرون، لأعمال سنة 2013
- 2015: جوائز نقابة ممثلي الشاشة الحادي والعشرون، لأعمال سنة 2014
- 2016: جوائز نقابة ممثلي الشاشة الثاني والعشرون، لأعمال سنة 2015
- 2017: جوائز نقابة ممثلي الشاشة الثالث والعشرون , لأعمال سنة 2016
- 2018: جوائز نقابة ممثلي الشاشة الرابع والعشرون، لأعمال سنة 2017

## وصلات خارجية
- جوائز نقابة ممثلي الشاشة على موقع IMDb (الإنجليزية)
- (بالإنجليزية) الموقع الرسمي